# IEC 60906
IEC 60906 — стандарт Международной Электротехнической Комиссии (МЭК, IEC) на бытовые вилки и розетки.
Документ состоит из трёх частей:
| Документ    | Оригинальное название | Русский перевод |
| ----------- | --- | --- |
| IEC 60906-1 | IEC system of plugs and socket-outlets for household and similar purposes - Part 1: Plugs and socket-outlets 16 A 250 V a.c.                                | Вилки и розетки по системе IEC бытового и аналогичного назначения. Часть 1. Вилки и розетки на 16 А 250 В переменного тока.                                                                                           |
| IEC 60906-2 | IEC system of plugs and socket-outlets for household and similar purposes- Part 2: Plugs and socket-outlets 15 A 125 V a.c. and 20 A 125 V a.c.             | Система IEC вилок и штепсельных розеток бытового и аналогичного назначения. Часть 2. Вилки и штепсельные розетки на 15 А и напряжение 125 В переменного тока                                                          |
| IEC 60906-3 | IEC System of plugs and socket-outlets for household and similar purposes - Part 3: SELV plugs and socket-outlets, 16 A 6V, 12 V, 24 V, 48 V, a.c. and d.c. | Вилки и штепсельные розетки по IEC бытового и аналогичного назначения. Часть 3: Вилки и штепсельные розетки самовосстанавливающиеся на номинальные значения 16 А 6 В, 12 В, 24 В, 48 В переменного и постоянного тока |